# 住吉の長屋
住吉の長屋（すみよしのながや）は、建築家・安藤忠雄の初期の代表的住宅建築。

## 概要
1976年（昭和51年）2月竣工、大阪市住吉区の三軒長屋の真ん中の1軒を切り取り、中央の三分の一を中庭とした鉄筋コンクリート造りの小住宅。総工費予算は解体費を含め1000万円。外に面しては採光目的の窓を設けず、採光は中庭からだけに頼っている。玄関から内部に入ると居間があり、台所や2階に行くには中庭を通らねばならない。限られた予算と敷地という厳しい条件の中で、建蔽率などの多くの条件をクリアしながら通風や採光を確保し、豊かな空間を創作するため機能性や便利さを犠牲にしてまで、真に必要な生活の質を究極にまで突き詰め、機能性や連続性に絶対的価値をおくことに疑問を持っていたという安藤の渾身の表現であり、関西に根付いた長屋の住み方を現代風にアレンジしたものとして高く評価される一方で、「使いにくい」、「雨の日に傘を差さないとトイレに行けない」などの当然起こりうるべき非難もあった。また、航空写真、もしくは背面から建築物を見ると、壁面が一部セットバックしており、一般に公開されている、綺麗な長方形の平面図は一部フィクションである事がわかる。
（一連の非難については、UT OCW Podcasts -安藤忠雄『建築をつくる、都市をつくる』その2- において安藤自身が述べていることが確認できる。また、現在も施主との信頼関係があるらしく、冬の寒さを訴える施主に対して「アスレチックに行け」と言っているとのこと）
施主は電通神戸支店社員で、会社での隣席が作家の新井満であった。新井は施主に向かって「ゲリラなんてそんな変わった人、やめとき」といったそうだが、のちに安藤自身が確かめたときにはそんなことは言っていないと答えた。施主は雑誌に掲載されていた「邸」を見て安藤に依頼した。当初、施主はスペイン風を希望していた。三軒長屋の真ん中であったことから解体時に倒壊の心配があった。安藤自身、後に知ることになるが、軟弱な地盤であったため、基礎をさわることで建物がずれる可能性があり、実際に基礎を切ったために少しずれたが、倒壊は免れた。
施工は、まこと建設株式会社（大阪市西区）によるもの。
2011年、安藤は自著『住吉の住宅』のなかで、施主がいまだにうまく住みこなしていることに驚いていると述べた。「そろそろ中庭に屋根でもかけたら」とすすめたことがあるが、「もうここまで来たら住み続けます」と一蹴された。

## 設計思想
近畿地方（京都、大阪）の長屋住宅は、中庭・通り庭・後庭を備えることを理想とする住宅様式である。しかし敷地が充分でない場合など、良好でない住環境となることも少なくない。 安藤自身がそうした住環境に長年住み続けて、生活にとって重要である通風、採光、日照などの確保を知悉していたことから、大胆なデザインによる革新的な住宅が着想された。
敷地は間口2間、奥行き7間で14坪しかなく、施主の当初の意向など到底反映されないと考えた安藤は、長屋をすっぱり切り取ってコンクリートの箱を入れ、抽象的な芸術に近いような物にしたいと考えた。
安藤曰く「単純ではあるけれども実際には単純ではない、物理的にはどれほど小さな空間であっても、その小宇宙のなかにかけがえのない自然があり豊かさがあるような住宅をつくりたかったのです。」と述べている。また、全体の約三分の一を中庭にすることで、建ぺい率60％でも敷地いっぱいに建てられる合理性もあると考えた。西洋的な環境の中に日本的感性を持ち込むため、日本建築で採用されてきた寸法を採用し、7尺5寸（約2.25m）という天井の高さを決めたとされる。内装材や家具などは天然素材を使用、床は石材、フローリング・家具は木材である。
批判的意見に対しては、「このあたりの小さな町屋の空間の記憶、生活の歴史や伝統、といった人間が生活する上で切ることのできない要素をかつての建物の形や材料を用いることで直接伝承するのでなく、リチャード・セラやケリーの絵ではないが、徹底的に抽象化していった幾何学的な四角い箱のなかに、人々が営々と住み続けていた町屋という伝統的な住まいや、自然に対する考え方、そういったものをすべて一気に封じ込められた」と述べている。

## 評価
コンクリート打ち放しの発想を住宅に持ち込み、その後の多くの建築家に与えたインパクトは色褪せておらず、未だに多くの見学者が押し寄せているが、個人宅のため内部の見学はできない。2008年（平成20年）に東京で開かれた安藤の建築展「挑戦 -原点から-」では、原寸大の模型が展示された。

### 施主
光庭を中心として四季の移ろいを肌で感じ、ときに恨めしく、心踊らされ、あるときは格闘を強いられ、あるいは諦めたこともある。生きることに飽きるということがなかった。剥き出しの光庭が安易な利便性を排除することで不便と引き換えに天まで届くような精神的な大黒柱をもらった（建築35年後の2011年に）。

## 受賞
1979年（昭和54年）に、日本建築学会賞を受賞。2006年（平成18年）にはDOCOMOMO JAPAN選定 日本におけるモダン・ムーブメントの建築に選ばれている。